# IRSOP
IRSOP (Institutul Român de Sondare a Opiniei Publice) este o companie de cercetare și consultanță de marketing din România, înființată în anul 1990.

## Prezentare
Compania avea o cifră de afaceri de 400.000 euro la jumătatea anului 2007.